# Igreja e Convento de São Francisco (São Paulo)

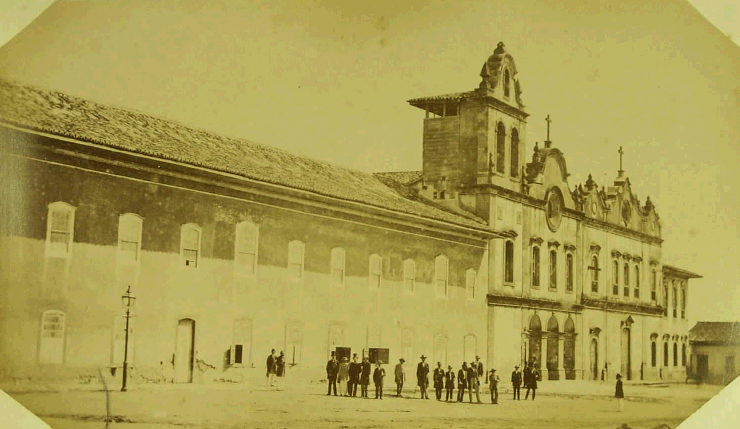
Convento (já convertido em faculdade) e Igrejas de S. Francisco e da Ordem Terceira em 1862 (foto de Militão Augusto de Azevedo)

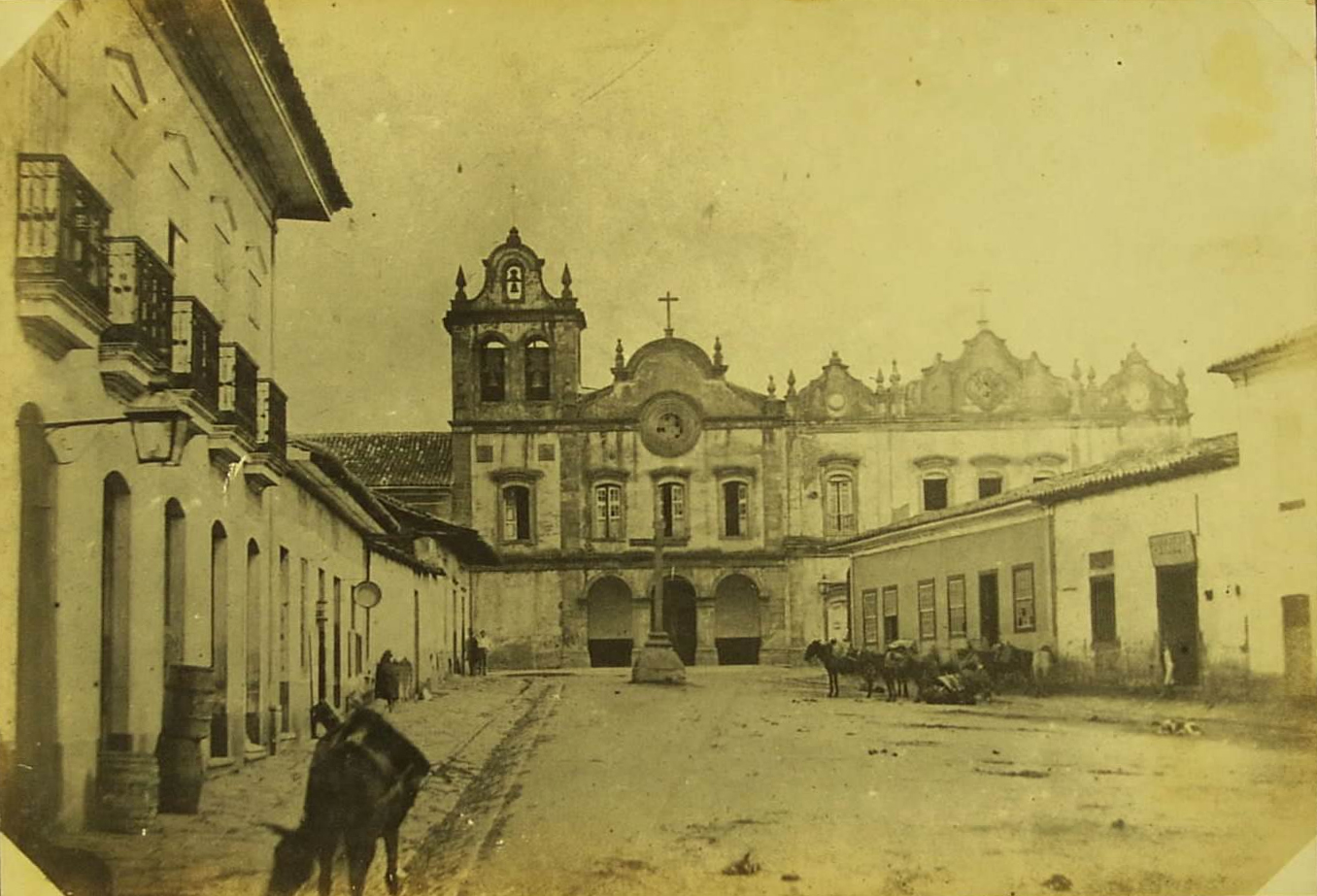
Militão Augusto de Azevedo: Vista em direção ao Largo São Francisco, São Paulo

O Convento de São Francisco foi uma instituição religiosa instalada na vila de São Paulo no Brasil colonial. No século XIX o convento foi convertido em Faculdade de Direito, mas a Igreja São Francisco ainda existe. Adossada a esta localiza-se a Igreja de São Francisco das Chagas, levantada pela Ordem Terceira de São Francisco. 
O conjunto formado pela Faculdade de Direito e as duas igrejas franciscanas tem grande valor histórico e localiza-se no Largo de São Francisco, no Centro Histórico de São Paulo.

## História
Os frades da Ordem Franciscana vieram a São Paulo, provenientes da Bahia, em 1639, instalando-se inicialmente na Igreja Santo Antônio. O lugar foi considerado insalubre e, após pedido à Câmara Municipal realizado em 1642, os frades se mudaram a um terreno localizado numa das bordas da colina onde foi fundada a vila. Neste local, no atual Largo de São Francisco, construíram o seu convento, inaugurado a 17 de setembro de 1647.
A igreja conventual foi muito modificada a partir de meados do século XVIII, o que lhe conferiu a atual forma barroca. É de nave única e possui, no arco-cruzeiro, dois retábulos de talha barroca, estilo D. João V. Destaca-se também o cadeiral do coro, de madeira de jacarandá. Nos finais do século XIX (1880) a igreja e convento anexo foram muito danificados num incêndio. Nessa época instalou-se no altar-mor um novo retábulo, comprado na Alemanha. O teto curvo de madeira da nave tem pinturas sobre a vida de São Francisco, datadas de 1953, refeitas a partir das destruídas em 1880.

### Igreja São Francisco
A Igreja de São Francisco, localizada no Largo de São Francisco, no centro de São Paulo, é propriedade da Ordem Franciscana dos Frades Menores. Está ao lado da Igreja de São Francisco das Chagas e da Faculdade de Direito da Universidade de São Paulo. Em 1982, a igreja se tornou um bem tombado.

### Capela da Ordem Terceira
Em 1676, os irmãos da Ordem Terceira de São Francisco iniciaram a construção de uma capela para a ordem no interior da igreja franciscana. Essa capela foi subsequentemente ampliada até transformar-se numa igreja independente, com a fachada adossada à igreja conventual. Foi inaugurada em 1787.

### Faculdade de Direito
Em 1827/28 os franciscanos abandonaram o edifício do convento, por este ter sido requerido pelo governo imperial para instalar ali a Academia de Ciências Sociais e Jurídicas, atualmente Faculdade de Direito da Universidade de São Paulo. O convento colonial foi demolido em 1933 para a construção de uma nova sede, em estilo neocolonial, da autoria de Ricardo Severo.